# Szamostatárfalva
Szamostatárfalva község Szabolcs-Szatmár-Bereg vármegyében, a Csengeri járásban.

## Fekvése
A vármegye keleti peremvidékén fekszik, a Szatmári-síkság szamosháti részén, a Szamos mentén. Lakott területei és közigazgatási területének túlnyomó része a folyó jobb parti oldalán helyezkednek el, de egy kisebb határrésze a bal parton található.
Mindössze három települési szomszédja van: észak felől Csegöld, délkelet felől Szamosbecs, délnyugat felől pedig Szamosangyalos. A legközelebbi város Csenger, légvonalban kb. 4,5, közúton mintegy 8 kilométerre.
A térség más jelentősebb települései közül Fehérgyarmat 21, Mátészalka 34, Nyírbátor 49, Cégénydányád pedig 14 kilométer távolságra található.

### Megközelítése
Csak közúton közelíthető meg, Szamosbecs felől a 49-es főútból kiágazó 41 141-es számú mellékúton, Csegöld felől pedig egy számozatlan önkormányzati úton.

## Nevének eredete
Neve személynévi eredetű, mely a tatár népnévből keletkezett. A Szamos jobb partján fekvő falu névadója az a Gutkeled nemzetségbeli Tatár nevű ember volt, akihez - a fennmaradt oklevél szerint - 1181-ben a czégényi monostor jobbágyai szöktek.

## Története
Szamostatárfalva a Szamoshát legrégibb települései közül való. A faluban és környékén újkőkorszaki gepida és hun leletek kerültek felszínre.
Nevét 1181-ben, a czégényi monostor határjárása alkalmával említették először és a Gutkeled nemzetséghez tartozó Tatárt nevezték meg birtokosául. 1213-ban egyik lakosát, az idevaló Mikót buti György vádolta meg leányának erőszakkal való elszöktetésével. 1322-ben itt keltezte levelét a vármegye (al)ispánja, a Gutkeled nemzetséghez tartozó Gacsályi Elleus (Ehelleus) és 4 szolgabírája. 1323-ban a Gutkeled nemzetségből való Kútéri „Tatár” István a megye egyik szolgabírájaként, valamint Lázári és Daróc birtokok ügyében volt említve. Később pedig ugyanő királyi ember volt a Péter fia:Pető mester, Németi város bírája és Darahi Mihály fia: Péter közötti perben. 1355-ben bírsággal sújtották egy perügyben meg nem jelenés miatt Tatárházi István fiait Simont és Miklóst Fülpösi Lőrinccel és a Balog-Semjén nemzetségbeli Semjéni Iván fiát Demetert, majd 1356-ban, és ugyanekkor „Tatár” Miklós kiküldött volt. 1356-ban „Tatár” István fia: János eskütárs volt a Gutkeled nemzetségbeli Börvelyi István fia András és a Káta nemzetségbeli Csaholyi János fia Sebestyén perében.
1406-ban Tatárfalvi Tamás fia Ambrus 14 M. bírság lefizetése mellett kapta zálogba rokonai, Tatárfalvi Miklós fia Pál és testvérei: István, Miklós és Simon tatárfalvi birtokrészét.1411-ben Tatárfalvi Ambrus fia János és nővérei: Anna és Margit tettek panaszt Vetési Ambrus ellen, mivel elfoglalta az ő tatárfalvi birtokrészeiket is. 1458-ban a Tatárfalvi család birtoka, nevét ekkor már Tatárfalva néven írták. 1499-ben birtokosául Mikola Mihályt jegyezték fel.
A 15. és a 19. század között fő birtokosa Csomaközy Zsigmond, Szegedy Ferenc és Diószeghy Sámuel, akik a falut királyi adományként kapták. 1800-as években nevét már a Szamos előnévvel használták, vagyis nevét már Szamostatárfalvaként írták. 1857-ben birtokosai az Ilosvai, a Décsei és a Mészáros családok voltak.

## Közélete

### Polgármesterei
- 1990–1994: Porkoláb András Zoltán (FKgP)[3][4]
- 1994–1998: Porkoláb Dániel (független)[5][6]
- 1998–2002: Porkoláb Dániel (független)[7][8]
- 2002–2006: Porkoláb Dániel (független)[9][10]
- 2006–2007: Porkoláb Dániel (független)[11][12]
- 2007–2010: Gaál Vilma (független)[13][14]
- 2010–2014: Gaál Vilma (Fidesz-KDNP)[15]
- 2014–2019: Gaál Vilma (Fidesz-KDNP)[16][17]
- 2019–2022: Gaál Vilma (független)[18]
- 2022–2024: Király Attila (Fidesz-KDNP)[19]
- 2024– : Király Attila (Fidesz-KDNP)[1]

A településen 2007. augusztus 12-én időközi polgármester-választást tartottak, az előző polgármester lemondása miatt.
2022. július 3-án ugyancsak időközi polgármester-választást kellett tartani a községben, mert a korábbi faluvezető 2021. december 31-ével, nyugdíjazása miatt lemondott posztjáról. A két időpont közti aránylag nagy időtávot a koronavírus-járvány miatt elrendelt korlátozások okozták, hiszen a járványhelyzet idején nem lehetett választásokat tartani Magyarországon.

## Népesség
A település népességének változása:
| Lakosok száma | 308  | 312  | 309  | 307  | 294  | 285  | 284  |
|               | 2013 | 2014 | 2015 | 2021 | 2022 | 2023 | 2024 |

2001-ben a település lakosságának 72%-a magyar, 28%-a cigány nemzetiségűnek vallotta magát.
A 2011-es népszámlálás során a lakosok 93,7%-a magyarnak, 34,1% cigánynak, 0,7% románnak mondta magát (6% nem nyilatkozott; a kettős identitások miatt a végösszeg nagyobb lehet 100%-nál). A vallási megoszlás a következő volt: római katolikus 3,6%, református 71,9%, görögkatolikus 3,3%, felekezeten kívüli 3,3% (17,9% nem válaszolt).
2022-ben a lakosság 91,2%-a vallotta magát magyarnak, 4,1% cigánynak, 4,1% románnak, 0,3% ukránnak (8,8% nem nyilatkozott; a kettős identitások miatt a végösszeg nagyobb lehet 100%-nál). Vallásuk szerint 1,7% volt római katolikus, 78,6% református, 2% görög katolikus, 1% ortodox, 2% felekezeten kívüli (14,6% nem válaszolt).

## Nevezetességei
- Református templom – késő román és kora gótikus stílusban épült.
- Fa harangláb – a református templom előtt áll, harangját 1650-ben öntötte Eperjesen Wierdt György.